# Burchard Paul von Merveldt
Burchard Paul Graf von Merveldt (* 1770; † 17. Januar 1848 im Schloss Lembeck) war Mitglied des hannoverschen Staatsrats, Geheimer Rat und Domherr in Hildesheim und Münster.

## Leben

### Herkunft und Familie
Burchard Paul Graf von Merveldt entstammte dem westfälischenAdelsgeschlecht von Merveldt. Er war der Sohn des Clemens August von Merveldt und dessen Gemahlin Antonia Maria Ferdinande von Wolff-Metternich zur Gracht und Wehrden (1733–1778). Seine Geschwister waren Maria Theresia (* 1756 ⚭ Clemens August von Vittinghoff), Ferdinand August Joseph (1759–1834), Maria Adolphina Alexandrine (1766–1812, ⚭ Gerhard Anton Edmund von Loe) und Maximilian Friedrich (Diplomat und General).

### Werdegang und Wirken
Nach einem Studium in Münster und Göttingen wurde er am 18. Mai 1789 in Hildesheim als Domherr aufgeschworen. Der Kurfürst Maximilian Franz verlieh ihm im Jahre 1794 eine Dompräbende in Münster.
Burchard Paul war Subdiakon und genoss schon früh den Ruf eines vorzüglichen Talents. 1799 vertrat er beim Friedenskongress in Rastatt das Hochstift Hildesheim. Der Fürstbischof von Fürstenberg verlieh ihm im Jahre 1804 das Amt des Domküsters. Die preußische Regierung bestätigte am 4. März 1805 diese Maßnahme. Nach dem Zusammenbruch Preußens trat er während der napoleonischen Zeit in den Dienst des Königreichs Westphalen. Nach der französischen Herrschaft ging er in den Dienst des Königs von Hannover.
Von 1821 bis 1830 war er Botschafter am Kaiserlichen Hof in Wien. Danach war er noch einige Jahre Mitglied (bzw. „Landrat“) der Hildesheimschen Landschaft.

## Ehrungen und Auszeichnungen
- 1808 Kammerherr
- 1808 Mitglied des Staatsrats
- 1812 Mitglied des inneren Rates der Staatskanzlei
- 1812 Graf des Königreichs Westphalen
- 1813 Staatsrat auf Lebenszeit
- Königlich Hannoverscher Geheimer Rat
- 1821 Commander des Guelphen-Ordens